# S&M Sally
S&M Sally és una pel·lícula estatunidenca de comèdia romàntica del 2015 dirigida per Michelle Ehlen. És protagonitzada per Jen McPherson, Michelle Ehlen i Shaela Cook. Aquesta és la tercera entrega de la sèrie «Butch Jamie» i segueix la relació dels personatges Jamie i Jill.
El guió de Michelle Ehlen parla d'una parella de lesbianes Jamie i Jill que exploren el món subterrani de sadomasoquisme mentre els seus amics David i Lola competeixen per veure qui és prou genial com per fer un trío.
Michelle Ehlen va recaptar fons al fons de micromecenatge Kickstarter per finançar la producció. Els fons no utilitzats van ser donats al centre LGTB de Los Angeles. La pel·lícula es va rodar a Los Angeles a l'estat de Califòrnia als Estats Units.

## Argument
Quan la Jamie descobreix que la seva xicota Jill ha passat temps explorant el BDSM, les seves inseguretats per quedar-se enrere al dormitori l'empenyen a proposar que comencin a anar a clubs clandestins. Jamie decideix utilitzar el pseudònim de Sally perquè pugui mantenir-se en l'anonimat però encara sembla que fa servir el seu nom real, que aparentment creu que la fa semblar genial. S'identifica com la butch d'una parella tradicional butch/femme, «Sally» assumeix que assumirà el paper dominant en les seves escapades, amb Jill com a submisa, però Jill té idees pròpies.

## Repartiment
- Jen McPherson com a Jill
- Michelle Ehlen com a Jamie
- Shaela Cook com a Lola
- Scott Keiji Takeda com a David
- Adrián Gonzalez com a Sebastià
- Dolly Gray com a Melina
- Christopher Callen com la mestressa Chyenne
- Shaun Laundry com a princesa[7]

## Reconeixement
The Independent Critic en diu: «M'encantava S&M Sally... Un joc deliciosament entretingut i increïblement pervertit a través de la flagel·lació, el joc elèctric, el joc de foc i la vida a la sala d'aperitius del calabós, S&M Sally és aproximadament 100 vegades més entretingut. i autèntic que el més directe però molt més incòmode i horrible ximpleria de 50 Shades.»
Va guanyar una menció especial del jurat al Festival Internacional de Cinema Gai i Lèsbic de Barcelona de 2015, el premi a la millor comèdia al Festival Gai i Lèsbic de Fort Worth el premi del jurat al Festival de Cinema Gai i Lesbià de Filadèlfia, el premi de l'audiència al Festival de Cinema LGBT de Little Rock i el premi a la millor cançó al Fetisch Film Festival de Kiel. El jurat del Premi Diversitat del Festival Internacional de Cinema Gai i Lèsbic de Barcelona ha fet una menció especial a la interpretació de l'actriu Michelle Ehlen, a més de guionista i directora per la combinació d'expressivitat i inexpressivitat, i la capacitat de convertir-se en el pilar fonamental de la pel·lícula.